# Birger Ruud
Birger Johannes Ruud , norveški smučarski skakalec in alpski smučar, * 31. avgust 1911, Kongsberg, Norveška, † 13. junij 1998, Kongsberg.
Ruud je v smučarskih skokih nastopil na treh Zimskih olimpijskih igrah, v letih 1932 v Lake Placidu, kjer je osvojil naslov olimpijskega prvaka, 1936 v Garmisch-Partenkirchnu, kjer je kot prvi skakalec ubranil naslov, in 1948 v St. Moritzu, kjer je osvojil srebrno medaljo. Na svetovnih prvenstvih je osvojil tri naslove svetovnega prvaka, v letih 1931, 1935 in 1937, ter en naslov podprvaka leta 1939. Dvakrat je postavil nov svetovni rekord v smučarskih skokih, v letih 1931 na skakalnici Odnesbakken s 76,5 metra in 1934 na Bloudkovi Velikanki z 92 metri. Njegov prvi rekord je bil izboljšan na isti tekmi, drugi pa je veljal eno leto. 
Na Zimskih olimpijskih igrah 1936 v Garmisch-Partenkirchnu je nastopil tudi v alpskem smučanju in v kombinaciji osvojil četrto mesto. Na Svetovnem prvenstvu 1935 v Mürrenu je osvojil bronasto medaljo v kombinaciji.
Tudi njegova brata Asbjørn in Sigmund sta bila smučarska skakalca.